# منطقة سكورة
منطقة سكورة بإقليم بولمان.

## سكورة مداز
```
منطقة سكورة أمداز واحدة من شلالات منابع تادوت بجماعة سكورة امداز من بين أفضل مناطق أجمل وأكثر المناطق جذباً للسياح الذين يهوون الطبيعة وتسلق الجبال بإقليم بولمان بجبال الأطلس المتوسط، تتواجد بين جبل تيشكوت وبويبلان، مما يطبعها بطابع السياحة الجبلية حيث الغابات المنتشرة الأرجاء والمنابع المتدفقة المياه.
[
3
]
```

وتتميز سكورة امداز، في فصل الشتاء، بكثرة ثلوجها؛ لوجودها بين جبلين معروفين، هما تيشوكت وبوييبلان”

## تاريخ التسمية
تعود تسمية سكورة حسب بعض البعض بأنها تعني بالامازيغية صنف من الطيور المعروف باسم الحجل،” اوسكو”، حيث كانت المنطقة تعرف باسم تسكورت قبل ان يستقر سكان المنطقة على تسميتها سكورة، اغلب قاطنيها من قبائل ايت سغرشن.

## أهم مناطق سكورة
تعد منابع تادوت احد ابرز منابع سكورة ومعالمها الطبيعية والتاريخية بالإضافة الى احتوائها على ثقافة امازيغية خاصة بالمنطقة .توجد بها ثلاث شلالات رئيسية ،وعيون أهمها عين تادوت وعين راشد وعين ايت واحيان ،وبالقريب منها توجد قرية تاغروت وهي قرية تاريخية منازلها قديمة شبه مهجورة ، منازلها مبنية بالحجارة ،والتي يتواجد بها مسجد عتيق يعود إلى ماقبل جامع القرويين بمدينة فاس ، كما تتبث ذلك لوحة معلقة تحدد تاريخ تأسيسه سنة 769م.وليس ببعيد توجد قصبة تفردوست والتي توجد على شكل سفينة المعروفة في المنطقة بقرية تيطانيك والتي تزخر بمآثرها التاريخية .وهي رمز معماري يعكس الثقافة الامازيغية ،كانت القصبة مكانا حصينا استوطنته قبائل المنطقة لتحظى بالحماية من الهجمات .يحيط الوادي بالقصبة من ثلاث جهات .وتوجد حاليا القصبة مهجورة من السكان.
يوجد بالمنطقة بعض الماوى لتقديم خدمة السكن لتواجدها قرب الشلال، ومن ميزات هذه المنطقة هدوؤها المجدد للطاقة لمن يهوى السياحة البيئية النظيفة البعيدة عن الضوضاء.

هناك، بالإضافة لهذه الشلالات، يمكن للزائر اكتشاف غابات المنطقة، وقمة جبل تيشوكت، وقصبة تفردوست، المعروفة بقرية تيطانيك الزاخرة بمأثرها التاريخية القديمة، ومنطقة تغروت التي تقول الروايات أن مسجدها بني قبل جامع القرويين بفاس”.